# Kiniqtuq Lake
Kiniqtuq Lake ist ein See auf einer unbenannten Insel der Harrison Islands im Golf von Boothia im kanadischen Territorium Nunavut, rund 1147 Kilometer nordwestlich von Iqaluit.
Der See ist 850 Meter lang und 220 Meter breit.